# Glenn Davis (atlet)
Glenn Ashby »Jeep« Davis, ameriški atlet, * 12. september 1934, Wellsburg, Zahodna Virginija, ZDA, † 28. januar 2009, Barberton, Ohio, ZDA.
Davis je v dveh nastopil na olimpijskih igrah osvojil dva zaporedna naslova olimpijskega prvaka v teku na 400 m z ovirami in en olimpijski naslov v štafeti 4x400 m. 29. junija 1956 je s časom 49,5 s postavil nov svetovni rekord v teku na 400 m z ovirami, 6. avgusta 1958 ga je še izboljšan na 49,2 s, veljal je do 14. septembra 1962. 21. novembra 2014 je bil sprejet v Mednarodni atletski hram slavnih.